# Where the Pavement Ends

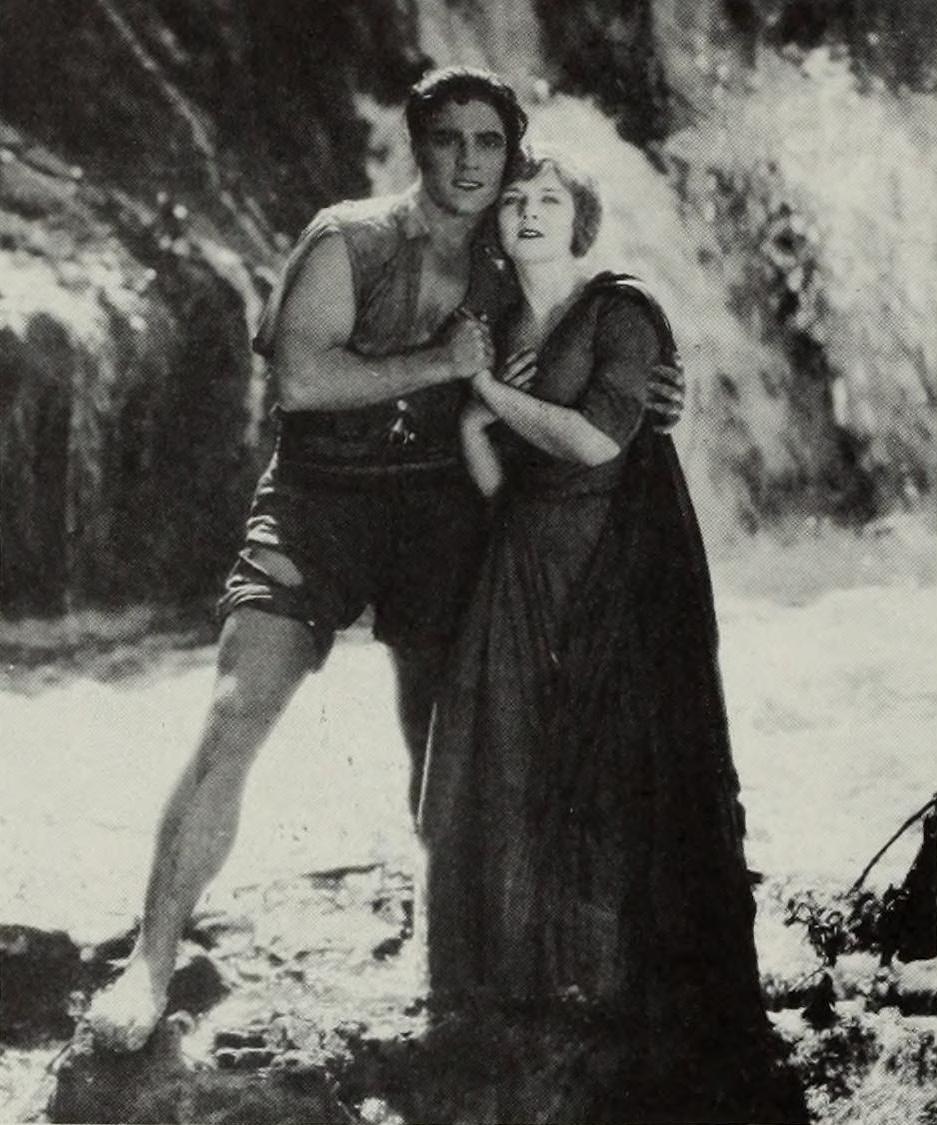
Ramon Novarro e Alice Terry em Where the Pavement Ends.

'Where the Pavement Ends é um filme de drama romântico mudo americano dos mares do sul de 1923 dirigido por Rex Ingram em locações em Cuba e estrelado por sua esposa Alice Terry e Ramón Novarro como amantes. O filme foi produzido e distribuído pela Metro Pictures. Agora é considerado um filme perdido. As filmagens começaram em setembro de 1922, no Hialeah Studios em Miami, Flórida, ainda outra fonte diz que o filme foi rodado em Coconut Grove, Flórida.

## Elenco
- Alice Terry como Matilda Spener
- Ramón Novarro como Motauri
- Edward Connelly como Pastor Spener
- Harry T. Morey como Capitão Hull Gregson
- John George como Napuka Joe, servo de Gregson

## Status de Preservação
Autalmente o filme é considerado Perdido.